# Siegel Algeriens

Republik Algerien (1962–1971)
Republik Algerien (1971–1976)

Das Siegel Algeriens wurde in dieser Form 1976 eingeführt.
In der Mitte dieses Siegels befindet sich die Hand der Fatima, umgeben von drei Getreideähren. Darunter befindet sich in roter Farbe das Symbol des Islam, Halbmond und Stern. Hinter der Hand ist das Atlasgebirge abgebildet, hinter dem die Sonne aufgeht. Rechts und links der Hand befinden sich eine Fabrik und Pflanzen. Umgeben ist das Siegel von dem Staatsnamen in arabischer Schrift.